# エンジンズ・オブ・クリエーション
『エンジンズ・オブ・クリエーション』（Engines of Creation）は、アメリカ合衆国のギタリスト、ジョー・サトリアーニが2000年に発表した8作目のスタジオ・アルバム。

## 背景
サトリアーニのアルバムとしては初めて、エレクトロニック・ミュージック色が強調されており、「アンティル・ウィ・セイ・グッバイ」でパット・スロールとアントン・フィグがリズム・セクションを務めているのを除けば、サトリアーニと共同プロデューサーのエリック・カデューの2人だけでレコーディングが行われた。
本作は、一部の店舗では無料のボーナスCD『Additional Creations』と抱き合わせで販売されており、2014年に発売されたボックス・セット『The Complete Studio Recordings』には、『Additional Creations』の全4曲にボーナス・トラック12曲を追加したCD『Additional Creations and Bonus Tracks』が付属している。

## 反響
母国アメリカでは、総合アルバム・チャートのBillboard 200で90位、『ビルボード』のインターネット・アルバム・チャートで12位に達した。フランスでは2000年3月18日付のアルバム・チャートで初登場37位となり、3週連続でトップ100入りした。イギリスでは2000年3月25日付の全英アルバムチャートで78位を記録するが、翌週にはトップ100圏外に落ちた。

## 評価
収録曲「アンティル・ウィ・セイ・グッバイ」は、第43回グラミー賞において最優秀ロック・インストゥルメンタル・パフォーマンス賞にノミネートされた。スティーヴ・ヒューイはオールミュージックにおいて5点満点中3点を付け「『エンジンズ・オブ・クリエーション』は完全な成功作とは言えない。確かにテクノやエレクトロニカから影響を受けた音楽だが、そっち方面のリスナーの興味を引くとは考えづらく、複雑なリズムもエッジの効いた音質も欠如しており、純正のエレクトロニカほど冒険的ではない」「実に独創的なアルバムではある。サトリアーニは自身のギターから全く新しいサウンドを得るための挑戦を行っており、未来的な電子音楽のサンドスケープに、ギターを継ぎ目なく織り込んでみせた」と評している。

## 収録曲
全曲ともジョー・サトリアーニ作曲。
1. デヴィルズ・スライド - Devil's Slide - 5:11
2. フレーヴァー・クリスタル・7 - Flavor Crystal 7 - 4:26
3. ボーグ・セックス - Borg Sex - 5:27
4. アンティル・ウィ・セイ・グッバイ - Until We Say Goodbye - 4:31
5. アタック - Attack - 4:22
6. シャンパン? - Champagne? - 6:04
7. クラウズ・レイス・アクロス・ザ・スカイ - Clouds Race Across the Sky - 6:14
8. ザ・パワー・コスミック・2000-パート1 - The Power Cosmic 2000-Part I - 2:09
9. ザ・パワー・コスミック・2000-パート2 - The Power Cosmic 2000-Part II - 4:23
10. スロウ・アンド・イージー - Slow and Easy - 4:44
11. エンジンズ・オブ・クリエーション - Engines of Creation - 5:58

### Additional Creations
1. Borg Sex (Radio Mix) - 5:27
2. Turkey Man - 6:49
3. Flavor Crystal 7 (Radio Mix) - 4:25
4. Until We Say Goodbye (Techno Mix) - 4:31

## 参加ミュージシャン
- ジョー・サトリアーニ - ギター、キーボード、プログラミング
- エリック・カデュー - キーボード、ベース、プログラミング、編集
- パット・スロール（英語版） - ベース(on #4)
- アントン・フィグ - ドラムス(on #4)